# ティム・スタッフェル
ティム・スタッフェル（英: Tim Staffell、1948年2月24日 - ）、本名ティモシー・ジョン・スタッフェル（英: Timothy John Staffell）は、イングランドのロックミュージシャン、視覚芸術家、模型制作者、デザイナーである。ブライアン・メイ（ギター）とロジャー・テイラー（ドラムス）を擁し、クイーンの前身となったバンド、スマイルのメンバーだったことで知られる。また、モット・ザ・フープルのメンバー、モーガン・フィッシャーと共に、バンド・モーガンに所属していたこともあった。その後は音楽活動から引退し、『きかんしゃトーマス』シリーズなどを手掛ける模型制作者になっていたこともあったが、2003年にはアルバム "aMIGO" を発売するなど、再び音楽活動に戻っている。

## 幼少期から音楽活動開始まで
スタッフェルは、ロンドン・イーリングで生まれた。ハンプトン・グラマー・スクールに通い、「ザ・レイルローダーズ」(the Railroaders) という名前のバンドでシンガーを務め、1964年に出たコンサートで、同じくハンプトンの生徒だったブライアン・メイと出会った。その後、スタッフェルとメイは、ジョン・ガーナム（John Garnham、ギター）、デイヴ・ディロウェイ（Dave Dilloway、ベース）、ジョン・サンガー（John Sanger、キーボード）、リチャード・トンプソン（Richard Thompson、ドラムス）を集め、ジョージ・オーウェルの同名小説から名前を取ったブルースロックバンド「1984」を旗揚げする。スタッフェルは1965年にイーリング・アート・カレッジでグラフィックと絵画を学ぶコースに進学し、ここで後のフレディ・マーキュリーことファルーク・バルサラと知り合った。一方のメイはインペリアル・カレッジ・ロンドンに進学した。1984は1969年に解散した。
スタッフェルとメイは、ドラマー募集の広告に応じてきたロジャー・テイラーをドラムスに迎え、スマイルという新バンドを結成する。スマイルは自分たちのバンド活動や収録に加え、ジミ・ヘンドリックスやピンク・フロイドの前座、サポート・アクトを務めるなどした。この頃スタッフェルとメイが共作した作品が『ドゥーイン・オール・ライト』"Doin' All Right" で、後にやや改作された上でクイーンのデビューアルバム『戦慄の王女』"Queen" に収録された。この際スタッフェルはメイとの共作クレジットを得て、アルバム売り上げからロイヤルティーを、十分に得ることができた様子である。
その後スタッフェルは、別バンドハンピー・ボングに加入するためスマイルを脱退する（1970年）。また、プログレッシブ・ロックの実験的バンド、モーガンに参加し、ファーストアルバム『ノヴァ・ソリス』"Nova Solis"（1972年）と、セカンドアルバム『ブロウン・アウト』"Brown Out"（後に『ザ・スリーパー・ウェイクス』"The Sleeper Wakes" と改題）を手掛けた。『ノヴァ・ソリス』のタイトルトラックには、スマイル時代の曲『アース』"Earth" が新録されて組み込まれている。

## 模型制作者、デザイナー、アニメーターとして
スタッフェルはその後、模型制作者、デザイナー、アニメーター、CM監督の道に進むことを決意する。彼はBBCで放送された『銀河ヒッチハイクガイド』のテレビ翻案を手掛けたほか、子ども向けテレビ番組『きかんしゃトーマス』第1シリーズでは模型制作のチーフを務めた。また、1981年にロジャー・テイラーが出した初のソロアルバム『ファン・イン・スペース』では、ジャケットのエイリアンの模型を製作したが、これは全くの偶然だったという。

## 音楽活動に戻る
2001年、スタッフェルは音楽業界に戻り、長年コラボしていたリチャード・ライトマン (Richard Lightman) と共に、新しくブルース・ファンクバンド「aMIGO」を結成した。2003年には同名のアルバムを発表し、スマイル時代の曲『アース』"Earth" と『ドゥーイン・オールライト』"Doin' Alright" を再録して収録したほか、この曲にはかつてのバンド仲間だったブライアン・メイがギターとヴォーカルで参加した。また『アース』にはモーガンのモーガン・フィッシャーも参加した。このアルバムはCDで限定発売され（販売枚数は300枚以下だった）、その後iTunesで配信された。
2013年にはサル・ガルジューロ (Sal Gargiulo) とサルティム (saltim) というデュオを結成し、翌年7曲を収録してSoundCloudの公式ページにアップロードしている。
2015年にはバンド「ジ・アザーズ」(The Others) のメンバーとツアーを行い、数ヶ月後には「ビッグ・スティーム」(Big Steam) との名前で共作を始めた。彼らは5曲を収録し、EP盤『リズム・オブ・ザ・ブルース』"Rhythm of the blues" にこれを収録した。2016年にはイギリスでいくつかの祭りやパブに出演したほか、翌年にはクロアチアなどヨーロッパ各国を訪れた。このバンドから派生したバンド、リトル・スティーム (Little Steam) は、スタッフェルがポール・ステュアート（Paul Stewart、ジ・アザーズのオリジナル・シンガー、ハープ奏者）と組んだセミ・アコースティック・デュオで、ロンドン周辺で定期的にギグを行っている。
2018年4月、スタッフェルはメイとテイラーから、2018年の伝記映画『ボヘミアン・ラプソディ』に向けてスマイル時代の『ドゥーイン・オール・ライト』"Doin' All Right" を再録するため招かれた。この曲はスマイル名義になり、"Doing All Right ... Revisited" という曲名で映画のサウンドトラックに収録された。スコアは映画のプレミア3日前の2018年10月19日に発売された。サウンドトラックは2018年10月26日付けのイギリスのアルバムチャートで、初登場第5位にランクインしたり、アメリカでクイーンのアルバムとして1980年以来のチャート順位に付けるなど大ヒットした。
2番目のソロアルバム『2Late』は2007年に収録されたものの、マスターされることなくお蔵入りしており、10年以上経ってからリミックス・マスターされ、2018年に "Two Late" と改題されて発売された。まず2018年10月26日にデジタル配信で発売され、11月半ばにディスクが限定発売された。スタッフェルは映画『ボヘミアン・ラプソディ』に関連したインタビューで、2019年にかけて3作目のソロアルバムに取り掛かる予定だと明かしている。